# マイライフ (テレビ番組)
『マイライフ』は、1993年4月9日から1997年3月14日までNHK教育テレビジョンで放送されていた中学生向けの学校放送（教科：道徳）である。

## 放送時間
いずれも日本標準時。
| 期間                         | 放送時間             |
| ---------------------------- | -------------------- |
| 1993年4月9日 - 1993年10月8日 | 金曜日 12:15 - 12:35 |
| 1994年4月8日 - 1997年3月14日 | 金曜日 12:20 - 12:40 |

## 放送リスト
| 初回放送日     | 人物               | 人物                           | 語り       |
| -------------- | ------------------ | ------------------------------ | ---------- |
| 1993年4月9日   | 佐伯輝子           | 医師                           | 立子山博恒 |
| 1993年4月23日  | 原田泰治           | 画家                           |            |
| 1993年5月7日   | 林家とんでん平     | 落語家                         | 室町澄子   |
| 1993年5月21日  | 大村典子           | 音楽教育家                     | 石野倬     |
| 1993年6月4日   | オスマン・サンコン | タレント                       | 味方恵子   |
| 1993年6月18日  | 大河内明彦         | 旅館経営                       | 加賀美幸子 |
| 1993年7月2日   | 軽部征夫           | 東京大学教授                   | 立子山博恒 |
| 1993年9月3日   | 水越武             | 写真家                         | 中田薫     |
| 1993年9月17日  | 三屋裕子           | 元バレーボール選手             | 阿部陽子   |
| 1993年10月1日  | 山口力男           | 農業                           |            |
| 1994年4月8日   | 矢口高雄           | 漫画家                         | 加賀美幸子 |
| 1994年5月13日  | 中村光一           | ゲームデザイナー               | 酒井暉忠   |
| 1994年5月27日  | エムナマエ         | 画家                           |            |
| 1994年6月10日  | 一路真輝           | 宝塚歌劇団                     | 草野満代   |
| 1994年6月24日  | 宮崎学             | 写真家                         | 草野満代   |
| 1994年9月2日   | ペン・セタリン     | カンボジア人                   | 森田美由紀 |
| 1994年9月30日  | 木村妙子           | アジア友好の家                 | 広瀬修子   |
| 1994年10月28日 | 野田知佑           | カヌーイスト                   | 岡田誠吾   |
| 1994年11月11日 | 須原隆一           | 船頭                           | 堀尾正明   |
| 1994年12月9日  | 吉村作治           | 考古学者                       | 明石勇     |
| 1995年1月13日  | 伊藤敏博           | シンガーソングライター         | 秋山隆     |
| 1995年4月14日  | 豊岡征則           | アイヌ文化継承者               | 藤原尚武   |
| 1995年5月19日  | 吉岡稔真           | プロ競輪選手                   | 佐竹修身   |
| 1995年6月2日   | 坂東鶴雄           | 写真家                         |            |
| 1995年6月16日  | 照屋林賢           | ミュージシャン                 |            |
| 1995年6月30日  | 中嶋悟             | 元F1ドライバー                 | 屋良有作   |
| 1995年7月14日  | 本川達雄           | 歌う生物学者                   | 広瀬修子   |
| 1995年9月1日   | 田辺年男           | フランス料理オーナーシェフ     |            |
| 1995年9月22日  | 佐藤伊知子         | 元全日本バレーボールチーム主将 |            |
| 1995年10月6日  | 岩本久則           | 漫画家                         |            |
| 1995年10月20日 | 関勉               | すい星研究家                   |            |
| 1995年11月10日 | 木島知草           | 人形劇「がらくた座」主宰       | 広坂安伸   |
| 1995年11月24日 | 原俊雄             | しじみ漁師                     | 柿沼郭     |
| 1995年12月8日  | 上田誠仁           | 山梨学院大学陸上部監督         |            |
| 1996年1月12日  | 立嶋篤史           | キックボクサー                 | 苅谷俊介   |
| 1996年1月26日  | 青山繁             | 幼稚園「大地」園長             | 小山茉美   |
| 1996年2月9日   | 土本典昭           | ドキュメンタリー映画監督       | 榊原忠美   |
| 1996年2月23日  | 前田菜穂子         | ヒグマ博物館学芸員             | 安達忍     |
| 1996年3月8日   | 大塚               | 自然教室                       | 鈴木清信   |
| 1996年4月12日  | ポール牧           | 喜劇役者                       | 長島涼子   |
| 1996年5月17日  | 村﨑太郎           | 猿まわし芸人                   | 武田広     |
| 1996年5月31日  | 瀬古利彦           | 実業団陸上部監督               | 野田圭一   |
| 1996年6月14日  | 井上通文           | 筑豊ボクシングジム会長         | 郷里大輔   |
| 1996年6月28日  | 山村レイコ         | エッセイスト                   | 浅茅陽子   |
| 1996年8月30日  | 鈴木陽子           | えりも町国保診療所・所長       | 村上里和   |
| 1996年9月20日  | 香西伸介           | SFXアーティスト                | 野方正俊   |
| 1996年10月4日  | 坂本治             | 博物館学芸員                   | 小山茉美   |
| 1996年10月18日 | 高倉麻子           | 女子サッカー選手               | 中村秀利   |
| 1996年11月1日  | 林みのる           | コンストラクター               |            |
| 1996年11月15日 | 谷口ジロー         | 漫画家                         | 山田敦子   |
| 1996年11月29日 | 戸田奈津子         | 映画字幕翻訳家                 | 玄田哲章   |
| 1996年12月13日 | 黒井健             | イラストレーター               | 鵜飼るみ子 |
| 1997年1月10日  | 成田真由美         | パラリンピック金メダリスト     | 白坂道子   |
| 1997年1月24日  | 長谷川智彩         | 仏像彩色師                     | 小寺康雄   |
| 1997年2月7日   | ジャンボ鶴田       | プロレスラー                   |            |
| 1997年2月21日  | 稲本正             | 工芸集団代表                   | 河野多紀   |
| 1997年3月7日   | 塩崎雅亮           | ギタークラフトマン             | 斎藤茂美   |